# منجم أبو طرطور
منجم أبو طرطور هو منجم كبير يقع في محافظة الوادي الجديد. يمثل أبو طرطور أحد أكبر احتياطيات الفوسفات في مصر باحتياطيات تقدر بـ 980 مليون طن من الخام بنسبة 30% P4O10.
اعتبارًا من عام 2019، وقع الوزير المصري طارق الملا اتفاقيات مع شركة هندسة البناء الحكومية الصينية وشركة إنتاج الفوسفات المملوكة لقويتشو "مجموعة وينغفو" لتطوير المنجم.